# Messier 36

Messier 36 (M36 ili NGC 1960) je otvoreni skup u zviježđu Kočijaš. Skup je otkrio Giovanni Battista Hodierna oko 1654. godine. 
Skup zajedno s M37 i M38 čini poznati trio otvorenih skupova u Kočijašu. Potonja dva skupa je također otkrio Giovanni Batista Hodierna. 

## Svojstva
M36 se nalazi na udaljenost od 4100 svjetlosnih godina. Prividni promjer mu je 12' što na navedenoj udaljenosti odgovara stvarnim dimenzijama od 14 svjetlosnih godina. Sastoji se od 60 zvijezda od kojih je najsjajniji plavi div (spektralni tip B2) magnitude + 9. Skup je relativno mlad, tek mu je 25 milijuna godina.

## Amaterska promatranja
M36 je uočljiv već i s najosnovinijim optičkim pomagalom. M36 je u dvogledu 10x50 moguće vidjeti zajedno s M37 ili M38. Nažalost, sva tri skupa nisu dovoljno blizu da stanu u jedno vidno polje. U teleskopu od 200 mm moguće je vidjeti tridesetak zvijezda od kojih se tucet ističe svojim sjajem.

## Vanjske poveznice
Skica M36